# Тхинвали (Озургетский муниципалитет)
Тхинвали (груз. თხინვალი) — село в Грузии, на территории Озургетского муниципалитета края (мхаре) Гурия.

## География
Село находится в западной части Грузии, к северу от реки Натанеби, на расстоянии приблизительно 7 километров (по прямой) к северо-западу от города Озургети, административного центра муниципалитета. Абсолютная высота — 100 метров над уровнем моря.

## Население
По результатам официальной переписи населения 2014 года, в Тхинвали проживало 733 человека (352 мужчины и 381 женщина). В национальной структуре населения грузины составляли 93,9 %, армяне — 5,6 %, русские — 0,3 %.
| Год  | Население, человек |
| ---- | ------------------ |
| 2002 | 971                |
| 2014 | ↘ 733              |